# Lycopsylla
Lycopsylla är ett släkte av loppor. Lycopsylla ingår i familjen Lycopsyllidae.
Kladogram enligt Catalogue of Life:
| Lycopsylla | \| \| Lycopsylla lasiorhini \| \| \| \| \| \| Lycopsylla nova \| \| \| \| |
|            | \| \| Lycopsylla lasiorhini \| \| \| \| \| \| Lycopsylla nova \| \| \| \| |
|            | Bradiopsylla                                                              |
|            |                                                                           |
|            | Choristopsylla                                                            |
|            |                                                                           |
|            | Uropsylla                                                                 |
|            |                                                                           |
|            | Lycopsylla lasiorhini                                                     |
|            |                                                                           |
|            | Lycopsylla nova                                                           |
|            |                                                                           |

|  | Lycopsylla lasiorhini |
|  |                       |
|  | Lycopsylla nova       |
|  |                       |